# Braco francés
El braco francés o pirineos, es una raza de perro originaria de Francia. Se desarrolló en la región pirenaica de Francia cercana a la frontera con España. 

## Apariencia
Es de tamaño mediano, de cuerpo musculoso y bastante liviano. La longitud del hocico es ligeramente más corta que el de su cráneo, siendo este casi plano o levemente redondeado. La nariz es de color marrón y está pegada a sus labios, ojos castaño oscuro o marrón amarillo. La cola se deja al natural, ya sea corta o larga. El pelaje es corto y fino con el color blanco con parches o manchas marrones (El negro no está admitido como Braco Francés). Su peso va desde 37 a 55 libras y sus medidas desde 18,5 a 23 desde los hombros.

## Temperamento
Son excelentes compañeros de los niños y de los demás perros. Usan su nariz para olfatear alto en el aire y así recoger hasta las más pequeñas partículas de olor. También se adapta a cualquier clima.

## Esperanza de vida
Por lo general su vida se extiende hasta los 12 a 14 años, a veces más.